# Gyermektanulmány
A gyermektanulmány (pedológia) egy pszichológiai, pedagógiai irányzat, mely a haladó pedagógia antropológiai alapozását adta.

## Előzmények
Az irányzat a 19. század utolsó évtizedeiben indult Amerikából. Az új irányzat lényege az, hogy a pedagógiát a megfigyelésen, empírián alapuló pszichológiai törvényszerűségek alapján képzeli el szemben a korábbi időszakok filozófiai alapú, metafizikus pszichológiát kiinduló pontnak tekintő nevelési elméletekkel. A megelőző korok pedagógiái a felnőtt világ normáira, tudására és erkölcsére alapoztak, a gyermektanulmány viszont a gyermek megismerését tekintette a nevelés előfeltételének.
A gyermektanulmány elődjének tekinthető az empirikus angol filozófusok gyermekről alkotott képe, köztük John Locke meglátásai a gyermeki természetről. Más vonatkozásban figyelemre méltóak a francia Jean-Jacques Rousseau gyermekközpontú pedagógiai elképzelései. A gyermekre vonatkozó empirikus és leíró jellegű tanulmányozás önálló tudományos diszciplínává fejlődött, ez lett a pedológia. A pedológia nyilvánvalóan a pszichofiziológiai jelenségekre alapozott, s mint ilyen nemzeti kultúráktól, nyelvtől, világnézettől, helységektől független tudományágként funkcionált, s egységesült pedagógiai pszichológiaként és/vagy kísérleti pszichológiaként, pedagógiaként.
A gyermektanulmány egyik első elindítója Granville Stanley Hall a Clack Egyetemen, különös tekintettel a serdülő gyermekek sajátos lelki alkatára. A gyermektanulmány Európában két egymástól eltérő irányú fejlődést indított el a pedagógiában.

## Funkcionális pedagógia
Az egyik Rousseau individuális filozófiájával a háttérben a gyermek pszichológiai fejlődési szakaszaihoz és azok vizsgálatához kötötte a gyermekek nevelését. Nagy érdemeket szerzett Édouard Claparède (1873-1940) a funkcionális pedagógia megteremtésével, az volt a meggyőződése, hogy a nevelés során összhangba kell hozni a gyermek aktuális érdeklődését, lelki funkcióit a jövőbeni hasznos tudás és képességek megszerzésével. Sokat idézik Claparède gyermek-felnőtt, ebihal-béka hasonlatát, mely szerint az ebihal (kopoltyúval lélegzik) nem béka, a gyermek nem kicsinyített felnőtt. A gyermek gyermekiségéből adódóan más fejlődési körülményeket igényel, mint a felnőtt. A gyermek természetes érdeklődése funkcionális, szellemi és biológiai fejlődésének alapja, ezért erre kell alapozni az oktatást és a nevelést. Számos radikális iskolai irányzat kapott ezáltal érveket, s azóta is tart a vita, melyik a fontosabb a gondolkodás vagy a tudás.

## Kísérleti pszichológia és pedagógia
A gyermektanulmány másik leágazásának lehet tekinteni a kísérleti pedagógia és pszichológia felvirágzását hátterében a pozitivizmus 19. századi megerősödése eredményeképp. Törekedtek a gyermek státusának minél pontosabb leírhatóságára és fejlődési törvényszerűségeinek összefoglalására. A pszichikus jelenségek tanulmányozásának természettudományos alapokra állítása pedagógiai következményekkel járt, kontextusba helyeződött a melyik eljárás a jobb? kérdése. Fejlődtek a méréstechnikák, felhalmozódtak a kísérleti tapasztalatok. Megjelent a gyermek mérésének igénye is, először az Amerikai Egyesült Államokban a katonai sorozásoknál alkalmazták a Binet-intelligencia-tesztet, a Binet-Simon-vizsgálat néven ma is ismert eszközt.

## Magyarország
Hazánkban Nagy László szervezésében alakult meg 1903-ban a Gyermektanulmányi Bizottság, majd ennek nyomán 1906-ban a Magyar Gyermektanulmányi Társaság. A Binet-Simon-féle intelligencia-teszt első magyar alkalmazója Éltes Mátyás volt az 1910-es években.

## Szovjetunió és Kelet-Európa
A 20. század elején Európában és az Orosz Birodalomban, sőt majd a Szovjetunióban is rohamosan terjedt a pedológia, de ezen utóbbi országban a sztálini diktatúra alatt 1936-ban párthatározattal betiltották, s nyomában 1948-tól valamennyi Szovjetunióhoz csatolt országban (kelet-európai volt szocialista országok) tilos volt pedológiával foglalkozni, a pedológia/gyermektanulmány szavak kimondása is tiltott volt.

## További irodalom
- Mérei Ferenc: Gyermektanulmány. Budapest, 1948.
- Édouard Claparède: A funkcionális nevelés. Budapest, 1974.
- Pukánszky Béla - Németh A.: Neveléstörténet. Budapest, 1994. pp. 357–367.